# Jeux-lès-Bard
Jeux-lès-Bard – miejscowość i gmina we Francji, w regionie Burgundia-Franche-Comté, w departamencie Côte-d’Or.
Według danych na rok 1990 gminę zamieszkiwały 42 osoby, a gęstość zaludnienia wynosiła 13 osób/km² (wśród 2044 gmin Burgundii Jeux-lès-Bard plasuje się na 868. miejscu pod względem liczby ludności, natomiast pod względem powierzchni na miejscu 1322.).